# 사비에르 아레아가
사비에르 리카르도 아레아가 베르메요(스페인어: Xavier Ricardo Arreaga Bermello, 1994년 9월 28일 ~ )는 에콰도르의 축구 선수로 현재 미국 메이저 리그 사커의 시애틀 사운더스 FC에서 수비수로 활약하고 있다.